# Колесник, Магдалена
Магдалена Колесник (пол. Magdalena Koleśnik; род. 27 февраля 1990 года в Белостоке) — польская актриса кино, театра и телевидения. Победитель Польского фестиваля игровых фильмов в Гдыне за главную женскую роль в фильме «Красотка» (2020).

## Карьера
Окончила Государственную высшую актёрскую школу имени Людвика Сольского в 2015 году. Дебютировала в театре Атенеум в Варшаве ролью в спектакле «Сила привычки» (режиссёр Магдалена Миклаш). С 2015 года выступает в Варшавском театре «Повшехны» имени Зигмунта Хюбнера. Сотрудничала также с варшавским театром «Охоты», Еврейским театром Варшавы, с театром «Багатела» в Кракове. В Театре Вельки — Польской национальной опере он играет призрак Марии  в «Мёртвом городе» Корнгольда в постановке Мариуша Трелинского.
В 2014 году Колесник получила награду за роль Марии Лукьяновны в спектакле «Самоубийство» на 32-м Фестивале театральных школ в Лодзи, в 2015-м — приз имени Анджея Нарделли за лучший актёрский дебют за роль в спектакле «Диббук», а в 2017 году награду Молодому артисту года за роль Ягны в «Хлопове» Владислава Реймонта в постановке Кшиштофа Гарбачевского в театре «Повшехны» за «создание невероятно мощного образа Ягны, которая благодаря впечатляющей точности мастерской игры ломает классическую характеристику персонажа» на 4-м Фестивале Нового Театра в Жешуве.